# Pietre d'inciampo in Molise
La lista delle pietre d'inciampo in Molise contiene l'elenco delle pietre d'inciampo (in tedesco Stolpersteine) posate nella regione. Esse commemorano le vittime della persecuzione del regime nazista nell'ambito di un'iniziativa dell'artista tedesco Gunter Demnig estesa a tutta l'Europa.

## Provincia di Campobasso

### Campobasso
| Pietra d'inciampo | Pietra d'inciampo                                 | Pietra d'inciampo | Pietra d'inciampo                                                                          | Cenni biografici |
| Data di posa      | Luogo di posa                                     | Stolpersteine     | Incisione                                                                                  | Cenni biografici |
| ----------------- | ------------------------------------------------- | ----------------- | ------------------------------------------------------------------------------------------ | --- |
| 29 settembre 2023 | Via Monsigor Bologna, 2 41°33′15.1″N 14°39′38.4″E |                   | QUI ABITAVA GIOVANNI TUCCI NATO 1923 INTERNATO MILITARE DEPORTATO 10.9.1943 TORUN LIBERATO | Giovanni Tucci (Campobasso, 29 settembre 1923 - Campobasso, 19 dicembre 2020), soldato catturato dai tedeschi nei giorni immediatamente successivi all'armistizio dell'8 settembre 1943, ad Atene, sul fronte greco dov'era di stanza, al suo rifiuto di aderire alla Repubblica di Salò è deportato nel Reich, con lo stato di IMI, condividendo la sorte degli altri circa 650mila militari italiani. Giovanni è internato nello Stalag XX-A nei pressi di Toruń come lavoratore coatto. Sopravvive al Lager. Rimpatriato nel settembre 1945 riprende gli studi. Ex funzionario della Prefettura e poi dipendente della Regione Molise, da pensionato testimonia nelle scuole la sua esperienza di deportato. |

### Ururi
| Pietra d'inciampo | Pietra d'inciampo                                                | Pietra d'inciampo | Pietra d'inciampo                                                                                | Cenni biografici |
| Data di posa      | Luogo di posa                                                    | Stolpersteine     | Incisione                                                                                        | Cenni biografici |
| ----------------- | ---------------------------------------------------------------- | ----------------- | ------------------------------------------------------------------------------------------------ | --- |
| 25 aprile 2024    | Piazza Municipio, 50 davanti Municipio 41°48′52.8″N 15°00′42.1″E |                   | A URURI ABITAVA GIOVANNI IANNACCI NATO 1917 ARRESTATO 22.9.1943 DEPORTATO 1943 MÜHLBERG LIBERATO | Giovanni Iannacci (Ururi, 11 agosto 1917 - Ururi, 5 maggio 2006), arruolato nel 1938, inquadrato nel 33º Reggimento artiglieria terrestre "Acqui" guadagna sul campo il grado di Sergente. Alla proclamazione dell'armistizio dell'8 settembre 1943 il reparto è dislocato a presidio dell'isola di Cefalonia. Scampato al combattimento seguente la richiesta tedesca di resa e all'eccidio conseguente la cattura del 22 settembre, Giovanni al pari di circa atri 650mila soldati italiani, rifiutandosi di aderire alla RSI, è deportato nel Reich, internato con lo stato di IMI prima nello Stalag IV B Zeithain, quindi Stalag IV B nei pressi di Mühlberg. Sopravvive fino ad essere liberato il 16 aprile 1945. Al suo rientro in patria, 5 agosto 1945, e nel prosieguo della sua vita testimonia la sua esperienza di guerra e deportato, nelle scuole, negli scritti e articoli che pubblica. Muore il 5 maggio 2006. Conferito della Croce al merito di guerra e della Medaglia d'onore del Presidente della Repubblica. |